# Orazio Vecchi
Orazio Vecchi (Mòdena, Ducat de Mòdena, 1550 - 20 de febrer de 1605) fou un compositor italià. Fou deixeble del monjo servita Salvador Essenga, i ja el 1586 era mestre de capella de la catedral de la seva ciutat nadiua, i el 1598, sense deixar aquell càrrec, n'aconseguí el de mestre de capella de la cort i el de professor de música dels fills del duc.
És conegut principalment per la seva Commedia harmonica, o comèdia cantada Amfiparnasso, representada per primera vegada a Mòdena el 1594, obra que ha de ser considerada com a precursora de l'òpera, perquè ja es distingeix de l'assaig d'Ottavio Rinuccini i Jacopo Peri, treballat per la mateixa època, en què la producció de Vecchi no està escrita en estil monòdic, és a dir, per a una sola veu, perquè hi ha fragments per a 4 i 5 veus, però, així i tot, això no constituïa una novetat, com es figurava el mateix Vecchi, ja que quaranta o cinquanta anys abans ja havia compost Viola obres anàlogues. Però no és aquest, tanmateix, l'únic mèrit de Vecchi, que és a més un dels millors autors de canzone i de madrigals de la seva època, i es va distingir també com a compositor religiós. Dotat de gran fecunditat, deixà nombroses obres, i quasi totes han estat editades diverses vegades.
També, junt amb Luigi di Balbi i Domenico Gabrielli, tingué l'honrosa missió de revisar les melodies religioses de la monumental edició del Gradual romano.

## Obres
- Canzone: a quatre veus (1580-1585 i 1590; edició completa, Nuremberg, 1593)
- Un llibre de Canzonette, a 6 veus
- Madrigals: a 6 i a 7 veus, un llibre (1583)
- Madrigals: a 5 veus (1599)
- Selva di varie recreationi; de 3 a 10 veus (1590)
- Canzonette: a 3 veus, dos llibres (1597 i 1599)
- Convito musicale: de 3 a 8 veus (1597)
- La veglie di Siena ovvero i varii unori della musica moderna: de 4 a 6 veus (1604)
- L'Amfiparnasso: editada el 1597
- Lamentacions: a 4 veus iguals, un llibre (1597)
- Motets: de 4 a 8 veus, dos llibres (1590 i 1597)
- Hymni per totium annum: a 4 veus (1604)
- Misses: a 6 i 8 veus, un llibre (1607)
- Dialoghi: a 4 i 8 veus, amb baix continu (1608).

A més, hi ha composicions seves en les antologies de l'època.